# يانومامي
قبيلة يانومامي هي مجموعة من 35000 تقريبًا من السكان الأصليين الذين يعيشون في حوالي 200-250 قرية في غابات الأمازون المطيرة على الحدود بين فنزويلا والبرازيل.

## علم أصول الكلمات
ابتكر علماء الأنثروبولوجيا الاسم العرقي Yanomami من مصطلح yanmami ، إذ يشير المصطلح yanõmami thëpë إلى البشر، يقول عالم الإثنولوجيا جاك ليزوت [الإنجليزية]:
"...يانومامي هو المذهب الذاتي للهنود، يشير اسم (يانومامي) إلى المجتمعات المنتشرة جنوب نهر أورينوكو، بينما تشير كلمة (يانوماوي) إلى المجموعات المنتشرة شمال نهر أورينوكو. أما مصطلح سانوما [الإنجليزية] فيشير إلى لهجة مخصصة لتجمع ثقافي تأثر بشدة بشعب ييكوانا [الإنجليزية] المجاور..."

## تاريخ
يعود تاريخ أول رواية عن اليانومامي إلى العالم الشمالي إلى عام 1654، عندما زارت بعثة من السلفادور بقيادة (أبولينار دييز دي لا فوينتي) شعب ييكوانا [الإنجليزية] الذين يعيشون بالقرب من نهر بادامو [الإنجليزية] كتب أبولينار في مذكراته:
من حوالي 1630 إلى 1720 قُضي على مجتمعات السكان الأصليين الأخرى القائمة على النهر والتي عاشت في نفس المنطقة أو تقلص عددها نتيجة لبعثات صيد العبيد من قبل الغزاة الإسبان (كونكيستدور)، من غير المعروف كيف أثرت هذه البعثات على قبيلة اليانومامي. بدأ الاتصال المستمر بين القبيلة مع العالم الخارجي في الخمسينيات من القرن الماضي مع وصول أعضاء بعثة القبائل الجديدة [الإنجليزية]  بالإضافة إلى المبشرين الكاثوليك من اليسوعيين والساليزيان.

## قراءة إضافية
- دينيسون بيرويك. "Savages, The Life And Killing of the Yanomami" نسخة محفوظة 26 سبتمبر 2019 على موقع واي باك مشين.
- نابليون شاغنون. Ya̧nomamö (formerly titled Ya̧nomamö: The Fierce People)
- Good, Kenneth; with Chanoff, David. Into The Heart: One Man's Pursuit of Love and Knowledge Among the Yanomami.
- Jacob, Frank They Eat your Ash to Save your Soul - Yanomami Death Culture''.
- Lizot, Jacques. Tales of the Yanomami.
- Milliken, William; Albert, Bruce. Yanomami: A Forest People.
- Pancorbo, Luis. "El banquete humano. Una historia cultural del canibalismo". Siglo XXI de España, Madrid, 2008. ISBN 978-84-323-1341-7
- Pancorbo, Luis. Amazonas, último destino, Edelvives, Madrid, 1990. ISBN 84-263-1739-1
- Pancorbo, Luis. Plumas y Lanzas. Lunverg-RTVE, Madrid, 1990. ISBN 84-7782-093-7
- Peters, John Fred. Life Among the Yanomami: The Story of Change Among the Xilixana on the Mucajai River in Brazil. University of Toronto Press, 1998. ISBN 978-1-55111-193-3
- Ramos, Alcida. Sanuma Memories.
- Wittenborn, Dirk. Fierce People.
- ريدموند أوهانلون. In Trouble Again: A Journey Between the Orinoco and the Amazon.
- Valero, Helena. Yanoama: The Story of Helena Valero, a Girl Kidnapped by Amazonian Indians. An eyewitness account of a captive who came of age in the tribe.
- Ritchie, Mark Andrew. Spirit of the Rainforest: A Yanomamo Shaman's Story. ISBN 0-9646952-3-5
- Smiljanic, Maria Inês. "Os enviados de Dom Bosco entre os Masiripiwëiteri. O impacto missionário sobre o sistema social e cultural dos Yanomami ocidentais (Amazonas, Brasil.)", Journal de la Société des Américanistes, 2002, pp. 137–158.
- Tierney, Patrick. Darkness in El Dorado: How Scientists and Journalists Devastated the Amazon.
- Wallace, Scott. "Napoleon in Exile," National Geographic Adventure, April 2002, pp. 52–61, 98–100.

## روابط خارجية
- Survival International's Yanomami page
- Projectgood.net, official website of The Good Project
- Hutukara.org, official website of the Yanomami Indians and the Hutukara Association
- Indigenous Peoples of Brazil—Yanomami
- Easton RD, Merriwether DA, Crews DE, Ferrell RE (يوليو 1996). "mtDNA variation in the Yanomami: evidence for additional New World founding lineages". Am. J. Hum. Genet. ج. 59 ع. 1: 213–225. PMC:1915132. PMID:8659527.{{استشهاد بدورية محكمة}}:  صيانة الاستشهاد: أسماء متعددة: قائمة المؤلفين (link)